# Stenico
Stenico és un municipi italià, dins de la província de Trento. L'any 2007 tenia 1.123 habitants. Limita amb els municipis de Bleggio Inferiore, Bocenago, Dorsino, Giustino, Lomaso, Montagne, Pinzolo, Ragoli i San Lorenzo in Banale.

## Administració
| Període | Identitat       | Partit        |
| ------- | --------------- | ------------- |
| 2005-   | Ezio Sebastiani | Llista cívica |